# سيوي سبورت دي سان بيدرو
سيوي سبورتس سان بيدرو (بالفرنسية:Séwé Sports de San Pedro) هو نادي كرة قدم عاجي مقره مدينة سان بيدرو. يلعب مبارياته المنزلية على الملعب البلدي الذي يتسع لجلوس 10,000 شخص.
- وصيف كأس الاتحاد الكونفدرالي الأفريقي لكرة القدم عام 2014